# Depuradora

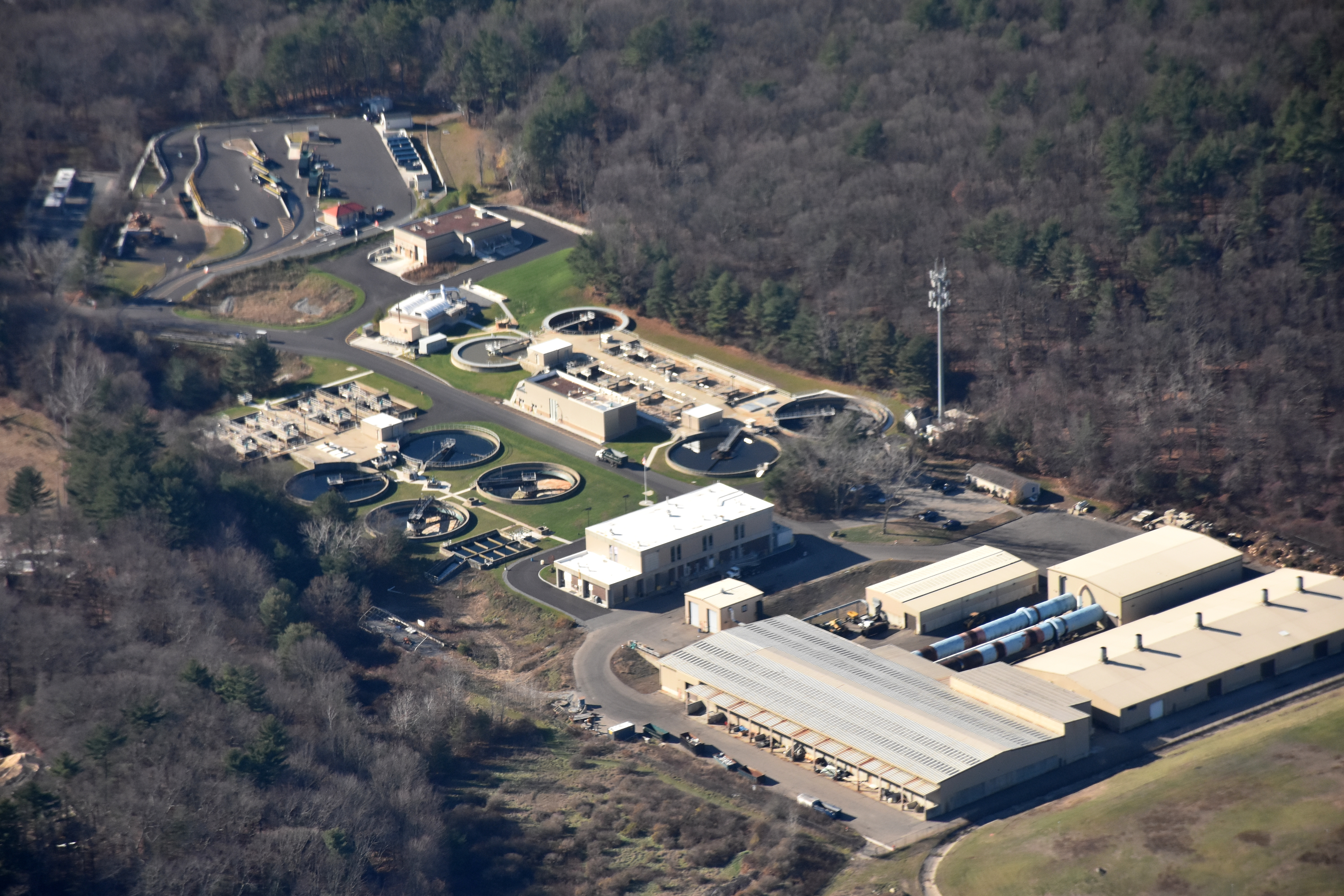
Vista aèria d'una EDAR (Marlborough - Massachusetts 2015).

Una depuradora, planta depuradora, estació depuradora o EDAR (estació depuradora d'aigües residuals) és una instal·lació on l'aigua usada en activitats humanes és sotmesa a un procés en el qual, per mitjà de la combinació de diversos tractaments físics, químics i/o biològics, se n'eliminen la matèria en suspensió i algunes substàncies dissoltes. L'aigua obtinguda no és prou pura per a beure, però sí per a retornar al medi sense malmetre'l. Per a preparar l'aigua pel consum humà, ens cal una planta potabilitzadora.
Hi ha diferents tipus de depuradores:
- Depuradores físiques: s'utilitzen processos físics i químics per a netejar l'aigua.
- Depuradores biològiques: a més dels processos físics i químics, s'utilitzen éssers vius (bacteris) per a millorar la depuració de l'aigua.

L'activitat desenvolupada per una depuradora forma part del cicle urbà de l'aigua.
Les activitats humanes embruten l'aigua. Quan et rentes les mans, estàs utilitzant detergents que contaminen l'aigua. El mateix podem dir de les altres activitats o funcions de la llar, rentar roba, regar plantes, etc.
L'aigua que es deixa anar al clavegueram conté substàncies contaminants i residus orgànics i, per això, ha de ser netejada abans d'entrar al mar, a rius, etc. Totes aquestes activitats es realitzen a les plantes depuradores.

## Procés de depuració

### Pretractament

#### Recepció de l'influent
L'aigua que arriba a la depuradora del clavegueram s'anomena influent i pot contenir entre altres coses:
- Metalls pesants (coure, plom, zinc, ferro…)
- Matèria orgànica degradable (DBO)
- Matèria orgànica no degradable (DQO - DBO)
- Nutrients (fosfats, nitrats i/o amonis)
- Sòlids

#### Desbast i filtració
En aquest pas és necessari fer passar l'influent a través d'unes reixes per a extreure'n els residus sòlids més grossos. Després es repeteix l'operació amb reixes més espesses per a extreure'n els residus sòlids més petits i fins. Exemples: ampolles, troncs, plàstics, papers, restes d'aliments, branques, animals morts, fulles i altres detritus que han anat a parar al clavegueram.

#### Decantació primària

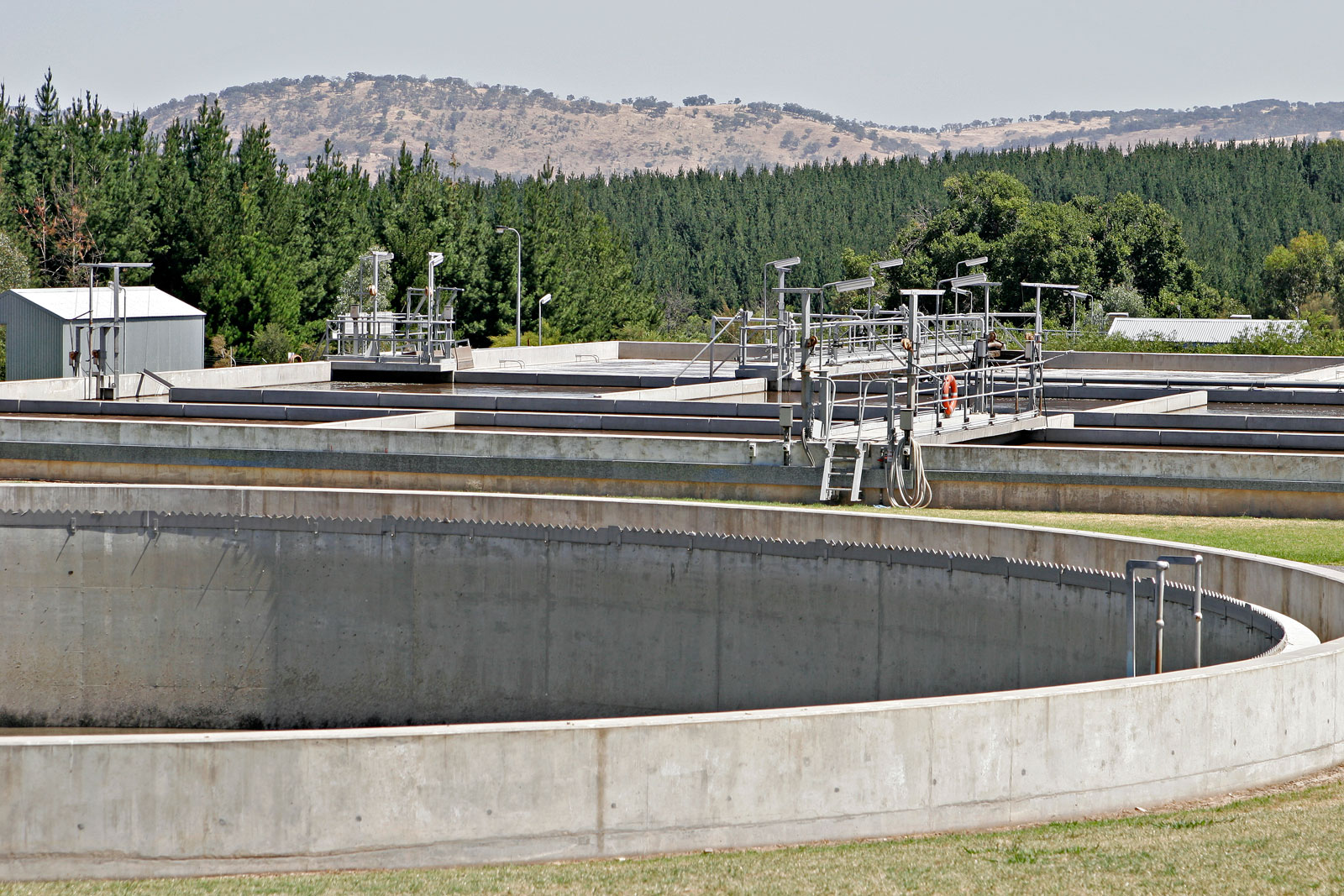
Depuradora amb un decantador en primer terme.

A la decantació primària es deixen reposar les aigües i se n'extreuen les partícules que no hi queden dissoltes, com ara les graves, la sorra, el fang, etc. L'aigua circula a través d'un tanc, on es remou i s'aireja per mitjà de processos mecànics.
Aquests materials es dipositen al fons del tanc perquè són més densos que l'aigua, és a dir, que pesen més.
D'aquesta massa també s'extreuen olis i greixos, ja que, en ser menys densos que l'aigua, és a dir que pesen menys, es disposen a dalt de la massa i s'extreuen.

### Tractament primari
En els decantadors primaris, per mitjans físics, se separa una part de la matèria en suspensió. Els detritus es dipositen en el fons d'aquests dipòsits i formen els fangs primaris.
Consisteix en la separació dels sòlids que no s'hagin retirat en la fase anterior mitjançant processos fisicoquímics, com són la flotació, la sedimentació i la coagulació. Es fa una decantació en grans tancs circulars o rectangulars als quals s'afegeixen productes químics, com, per exemple, sals metàl·liques i ions, que es combinen amb els sòlids amb suspensió i creen agregats més grossos, que suren i es poden retirar.

#### Floculació
En la floculació s'afegeixen certes substàncies a l'aigua per tal de separar tant les restes d'aliments i excrements com les partícules que encara hi queden en suspensió, detergents, etc. Quan hi ha una gran afluència de cabal o una forta contaminació, s'hi afegeixen floculantsː compostos químics per a agrupar en grumolls les substàncies en suspensió. És el que s'anomena floculació. D'aquesta manera s'afavoreix la decantació. En la floculació també s'eliminen ions d'alumini que són molt tòxics.
Hi ha dos tipus de floculació:
1. Floculació biològica: Es duu a terme mitjançant microorganismes, que utilitzen les restes orgàniques com a aliment.
2. Floculació fisicoquímica: És realitzada per certs productes químics i físics, això origina la formació de flòculs, que són petites acumulacions que concentren part dels elements en suspensió, emulsió o dissolució.

### Tractament secundari
En aquesta part del procés de depuració es pretén la degradació de la matèria orgànica dissolta: l'aigua passa a un dipòsit anomenat reactor biològic, on s'afegeixen uns bacteris que es nodreixen de matèria orgànica. Aquest pot funcionar en tres variants:
- Medi aeròbic
- Medi anaeròbic
- Medi anòxic

El reactor biològic conté una ampla diversitat de microorganismes. Aquests digereixen la matèria orgànica degradable tot produint diòxid de carboni ({\displaystyle CO_{2}}) en condicions d'aireació o metà ({\displaystyle CH_{4}}) en condicions anaeròbiques o anòxiques.
Les plantes aeròbiques resulten menys agressives per al medi, ja que no es desprenen mercaptans durant la digestió. Per a facilitar el procés, cal bombar aire per tal de subministrar als bacteris l'oxigen que necessiten per a viure. En canvi les plantes anaeròbiques i anòxiques produeixen metà, fet que les dota de major eficiència energètica, ja que es pot utilitzar per a generar energia mitjançant la seva combustió.
Els paràmetres a controlar són:
- Temps de retenció hidràulica (TRH)
- Oxigen dissolt en el medi (DO)
- Potencial Redox
- pH
- Temperatura (T)
- Concentració de fangs actius (MLVSS)
- Matèria orgànica (DQO)
- Concentració de nitrats ({\displaystyle NO_{3}-N})
- Concentració de fosfats ({\displaystyle PO_{4}-P})
- Concentració d'amonis ({\displaystyle NH_{4}-N})
- Concentració de nitrogen orgànic (TKN)

#### Decantació secundària
L'aigua es deixa reposar perquè els flòculs sedimentin al fons del decantador secundari i es va formant una massa de fang (bacteris i la resta de la transformació). Així s'obtenen els "fangs secundaris". L'efluent o sobrenedant se circula fins al tractament terciari. Es produeix, per tant, una segona decantació i se separa la brutícia de tota l'aigua.
Els fangs obtinguts en el procés de depuració també són aprofitats. Una part d'aquests es recirculen fins al reactor biològic, i els altres s'espesseixen, es redueix la matèria orgànica que contenen i es deshidraten perquè siguin més fàcils de transportar.
Aquests fangs es poden utilitzar com a adobs en l'agricultura i la jardineria. També es poden barrejar amb argila i compactar per a obtenir-ne ‘ecobrik'(r), un material que s'utilitza en la construcció.

### Tractament terciari
Consisteix en l'eliminació dels minerals, virus, metalls pesants i matèria orgànica dissolta o sintètica. Inclou processos biològics, físics i químics. Permet tornar a reutilitzar l'aigua depurada per al reg de carrers, la jardineria i la indústria. Altres vegades, s'aboca als rius, als llacs o a la mar.
El sobrenadant del decantador se sol analitzar. Els paràmetres que se solen controlar són:
- Matèria orgànica (DQO)
- Temperatura (Tª)
- pH
- Concentració de nitrats ({\displaystyle NO_{3}-N})
- Concentració de fosfats ({\displaystyle PO_{4}-P})
- Concentració d'amonis ({\displaystyle NH_{4}-N})
- Concentració de nitrogen orgànic (TKN)
- Color.

En cas de no complir algun dels paràmetres, s'aplica un tractament terciari específic, que pot ser la realimentació al reactor biològic, mescla amb corrents menys contaminades o addició d'additius.
Si l'aigua compleix els paràmetres, aquesta pot ésser emesa en llera pública, bé sigui el riu o el mar.

## Reaccions
Nota: cal ajustar les reaccions en funció del tipus de matèria orgànica alimentada i dels microorganismes del medi.

### Reactor aeròbic
- Consum de matèria orgànica: :{\displaystyle DQO+O_{2}=CO_{2}+H_{2}O}
- Generació de nous microorganismes: :{\displaystyle DQO+N_{2}+H_{2}O=MICROORGANISMES+O_{2}}
- Nitrificació: :{\displaystyle NH_{4}+H_{2}O+O_{2}=HNO_{3}+2H_{2}}

### Reactor anaeròbic i anòxic
- Consum de matèria orgànica: :{\displaystyle DQO+HNO_{3}=CH_{4}+N_{2}+H_{2}O}
- Generació de nous microorganismes: :{\displaystyle DQO+N_{2}+H_{2}O=MICROORGANISMES+O_{2}}

### Tractaments terciaris
- Desnitrificació: :{\displaystyle DQO+HNO_{3}=N_{2}+CO_{2}+H_{2}O+H_{2}}

## Paràmetres a controlar

### Temps de Retenció Hidràulica (TRH)
El temps de retenció hidràulica és el temps que resideix l'aigua des que entra al reactor biològic fins que surt com a efluent d'aquest. El càlcul es detalla a continuació:
{\displaystyle TRH={V_{reactor}/Q_{alim}}},
on {\displaystyle V_{reactor}} és el volum del reactor biològic i {\displaystyle Q_{alim}} el cabal d'alimentació.

### Temps de Retenció Cel·lular (TRC)
El temps de retenció cel·lular és definit, també, com l'edat dels fangs. Es regula l'edat a través de la purga del decantador. El càlcul es detalla a continuació:
{\displaystyle TRC={{V_{reactor}*C_{bio,reactor}}/{Q_{purga}*C_{bio,purga}}}},
on {\displaystyle V_{reactor}} és el volum del reactor biològic, {\displaystyle C_{bio,reactor}} la concentració de microorganismes al reactor, {\displaystyle Q_{purga}} el cabal de purga i {\displaystyle C_{bio,purga}} la concentració de microorganismes a la purga.

### Relació F/M
Es tracta de la relació entre la matèria orgànica alimentada i la concentració de microorganismes en el medi reactor:
{\displaystyle F/M={Q_{alim}*DQO}/{C_{bio,reactor}}},
on {\displaystyle Q_{alim}} el cabal d'alimentació, DQO és la concentració de matèria orgànica i {\displaystyle C_{bio,reactor}} la concentració de microorganismes al reactor.

## Variants

### Planta de tractament d'aigües residuals amb fangs suportats en carbó actiu
Per tal de facilitar la digestió de la matèria orgànica s'afegeix carbó actiu. El carbó adsorbeix la matèria orgànica; els microorganismes digereixen matèria suportada, raó per la qual s'observa un increment de l'eficiència.

### Aplicacions d'aigües depurades
L'aigua depurada té múltiples aplicacions entre les quals destaquen el reg de camps de golf, la introducció en l'emplenat d'aiguamolls, en usos de neteja urbans i reintroducció en rius i mars.

### Reg de camps de golf
La qualitat de l'aigua depurada és suficient per al reg en camps de golf. El camp de golf actual està obligat a tenir una planta depuradora que l'abasteixi de suficient aigua per garantir la qualitat de la gespa.

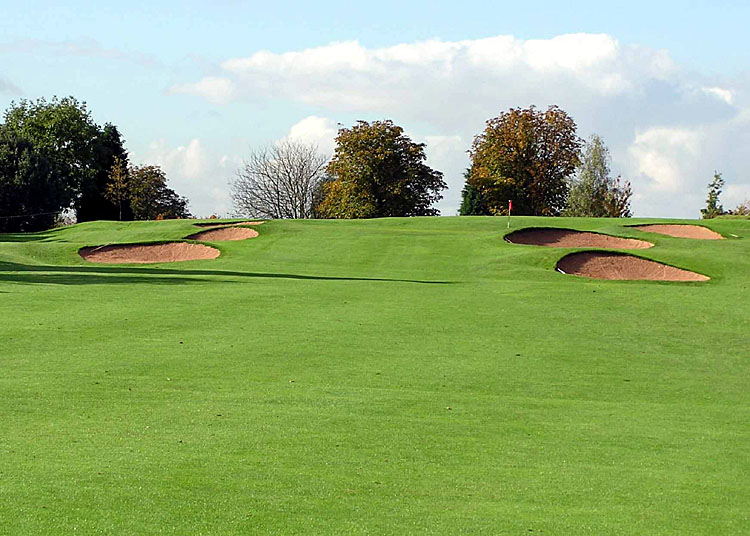
Camp de golf

### Regeneració d'aiguamolls
L'aigua depurada és útil per omplir aiguamolls en èpoques de sequera. Així permet a la flora i fauna autòctona desenvolupar plenament la seva activitat i funcions vitals.

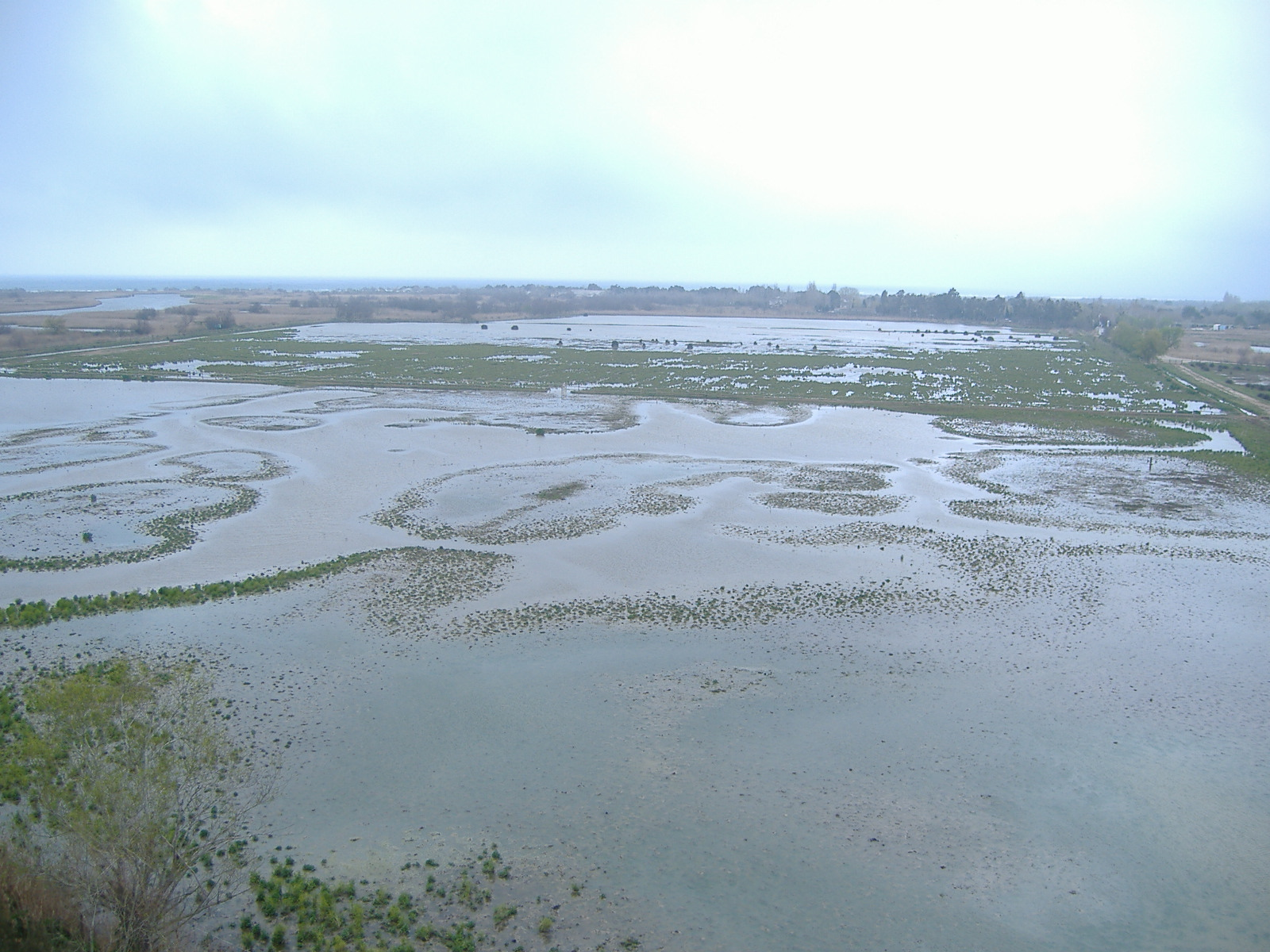
Aiguamoll

### Aplicacions urbanes
L'aigua depurada té un tercer ús important en la neteja de carrers de ciutats i viles i en circuits tancats de fonts urbanes.

## Curiositats
- El Danubi blau de La Trinca il·lustra molt bé l'estat de molts dels rius de Catalunya abans de l'aparició de les depuradores.